# Proces załogi Sachsenhausen (1947)
Proces załogi Sachsenhausen (1947) – jeden z procesów wytoczonych przez aliantów funkcjonariuszom hitlerowskich obozów koncentracyjnych po zakończeniu II wojny światowej. Dotyczył on zbrodni popełnionych w KL Sachsenhausen, a na ławie oskarżonych zasiedli byli członkowie załogi obozu oraz dwóch więźniów funkcyjnych (tzw. kapo). Proces toczył się w dniach 23–31 października 1947 przed Radzieckim Trybunałem Wojskowym w Berlinie. 
Ława oskarżonych liczyła 16 osób, wśród których znaleźli się Anton Kaindl (ostatni komendant Sachsenhausen), naczelny lekarz obozu Heinz Baumkötter (odpowiedzialny za przeprowadzanie eksperymentów pseudomedycznych na więźniach) i kapo Paul Sakowski (główny wykonawca egzekucji na więźniach obozu). Poprzednik Kaindla, Hans Loritz, miał również stanąć przed Trybunałem, lecz popełnił samobójstwo przed rozpoczęciem procesu podczas pobytu w więzieniu. Po krótkim i dość pobieżnym postępowaniu dowodowym wszyscy oskarżeni zostali uznani za winnych popełnienia zbrodni wojennych i przeciw ludzkości. Wyrok ogłoszono 1 listopada 1947. 14 oskarżonych skazanych zostało na dożywotnie pozbawienie wolności połączone z ciężkimi robotami, a pozostali dwaj na 15 lat pozbawienia wolności połączonego z ciężkimi robotami.

## Wyrok radzieckiego Trybunału Wojskowego w procesie załogi Sachsenhausen
| Oskarżony          | Stopień             | Funkcja                          | Wyrok                                                         |
| ------------------ | ------------------- | -------------------------------- | ------------------------------------------------------------- |
| Anton Kaindl       | SS-Standartenführer | komendant obozu                  | dożywotnie pozbawienie wolności połączone z ciężkimi robotami |
| Heinz Baumkötter   | SS-Hauptsturmführer | lekarz obozowy                   | dożywotnie pozbawienie wolności połączone z ciężkimi robotami |
| August Höhn        | SS-Hauptsturmführer | 2. Schutzhaftlagerführer         | dożywotnie pozbawienie wolności połączone z ciężkimi robotami |
| Michael Körner     | SS-Obersturmführer  | 3. Schutzhaftlagerführer         | dożywotnie pozbawienie wolności połączone z ciężkimi robotami |
| Gustav Sorge       | SS-Hauptscharführer | Rapportführer                    | dożywotnie pozbawienie wolności połączone z ciężkimi robotami |
| Ludwig Rehn        | SS-Obersturmführer  | Arbeitseinsatzführer             | dożywotnie pozbawienie wolności połączone z ciężkimi robotami |
| Kurt Eccarius      | SS-Hauptscharführer | kierownik obozowego aresztu      | dożywotnie pozbawienie wolności połączone z ciężkimi robotami |
| Horst Hempel       | SS-Hauptscharführer | Blockführer                      | dożywotnie pozbawienie wolności połączone z ciężkimi robotami |
| Wilhelm Schubert   | SS-Oberscharführer  | Blockführer                      | dożywotnie pozbawienie wolności połączone z ciężkimi robotami |
| Fritz Ficker       | SS-Oberscharführer  | Blockführer                      | dożywotnie pozbawienie wolności połączone z ciężkimi robotami |
| Manne Saathoff     | SS-Unterscharführer | Blockführer                      | dożywotnie pozbawienie wolności połączone z ciężkimi robotami |
| Martin Knittel     | SS-Rottenführer     | Blockführer                      | dożywotnie pozbawienie wolności połączone z ciężkimi robotami |
| Heinrich Fresemann | SS-Scharführer      | kierownik obozowej fabryki       | dożywotnie pozbawienie wolności połączone z ciężkimi robotami |
| Paul Sakowski      | więzień funkcyjny   | kapo                             | dożywotnie pozbawienie wolności połączone z ciężkimi robotami |
| Karl Zander        | więzień funkcyjny   | starszy bloku                    | 15 lat pozbawienia wolności połączone z ciężkimi robotami     |
| Ernst Brennscheid  | pracownik cywilny   | kierownik komanda więźniarskiego | 15 lat pozbawienia wolności połączone z ciężkimi robotami     |